# Estación Ilha do Bispo
La estación Ilha do Bispo es una de las estaciones del Sistema de Trenes Urbanos de João Pessoa, situada en João Pessoa, entre la estación Alto do Mateus y la estación João Pessoa.
Atiende todo el barrio de la Ilha do Bispo.